# 貪食棘花鮨
貪食棘花鮨，又稱貪食棘花鱸，為輻鰭魚綱鱸形目鱸亞目鮨科的其中一種，分布於西南太平洋的紐西蘭海域，棲息深度164-270公尺，為底棲性魚類，屬肉食性，生活習性不明。